# Campionat del Món de Trial indoor 1997
|  | Per al campionat del món a l'aire lliure d'aquell any, vegeu Campionat del Món de Trial 1997 |

La temporada de 1997 del Campionat del Món de Trial indoor, anomenat oficialment FIM Indoor World Cup, fou la 5a edició d'aquest campionat, organitzat per la FIM. El calendari oficial constava de 10 proves puntuables, celebrades entre el 24 de novembre de 1996 i el 21 de març de 1997. Dues de les proves programades es disputaren als Països Catalans: el Trial Indoor de Barcelona (8 de febrer) i el de Canillo (1 de març).
Dougie Lampkin va guanyar amb la Beta el primer dels seus cinc títols mundials indoor consecutius, que juntament amb els seus set mundials a l'aire lliure, també consecutius, el situen com al segon campió amb més títols mundials en la història del trial, darrere de Toni Bou amb 36 (a data de 2024).
Lampkin va guanyar aquell seu primer títol per només 6 punts de diferència sobre el campió vigent, Marc Colomer, tots dos empatats a quatre victòries –Colomer, però, en va obtenir una altra en l'única prova no puntuable, la de Canillo–, tot i que l'anglès va quedar segon en totes les proves que no va guanyar, mentre que Colomer va alternar-hi segons i tercers llocs. El resultat final del campionat (Lampkin campió i Colomer subcampió) es va repetir invariablement des d'aleshores fins a la temporada del 2000.

## Sistema de puntuació
| Posició | 1  | 2  | 3  | 4  | 5  | 6  | 7 | 8 | 9 | 10 |
| Punts   | 20 | 17 | 15 | 13 | 11 | 10 | 9 | 8 | 7 | 6  |

## Calendari
| Ronda | Data           | Any  | Prova         | Lloc        | Guanyador      |
| ----- | -------------- | ---- | ------------- | ----------- | -------------- |
| 1     | 24 de novembre | 1996 | Itàlia        | Torí        | Marc Colomer   |
| 2     | 4 de gener     | 1997 | Gran Bretanya | Sheffield   | Dougie Lampkin |
| 3     | 11 de gener    | 1997 | Alemanya      | Coblença    | Dougie Lampkin |
| 4     | 17 de gener    | 1997 | França        | Tolosa      | Bruno Camozzi  |
| 5     | 8 de febrer    | 1997 | Espanya       | Barcelona   | Marc Colomer   |
| 6     | 1 de març      | 1997 | Andorra       | Canillo     | Marc Colomer   |
| 7     | 7 de març      | 1997 | Finlàndia     | Hèlsinki    | Marc Colomer   |
| 8     | 14 de març     | 1997 | Espanya       | Madrid      | Marc Colomer   |
| 9     | 15 de març     | 1997 | França        | Paris-Bercy | Dougie Lampkin |
| 10    | 21 de març     | 1997 | Mònaco        | Montecarlo  | Dougie Lampkin |

1. ↑  No puntuable

## Classificació final
| Posició | Pilot           | Motocicleta | Punts |
| ------- | --------------- | ----------- | ----- |
| 1       | Dougie Lampkin  | Beta        | 165   |
| 2       | Marc Colomer    | Montesa     | 159   |
| 3       | Amós Bilbao     | Gas Gas     | 118   |
| 4       | Tommi Ahvala    | Fantic      | 98    |
| 5       | Graham Jarvis   | Scorpa      | 91    |
| 6       | Bruno Camozzi   | Gas Gas     | 90    |
| 7       | Steve Colley    | Gas Gas     | 58    |
| 8       | Jordi Tarrés    | Gas Gas     | 25    |
| 9       | Gabriel Reyes   | Montesa     | 20    |
| 10      | Joachim Hindren | Gas Gas     | 11    |
|         |                 |             |       |
| 13      | Marcel Justribó | Beta        | 9     |